# Garras de oro
Pour plus de détails, voir Fiche technique et Distribution.
Garras de oro (en français, littéralement « Griffes d'or ») est un long métrage muet colombien en noir et blanc réalisé par P. P. Jambrina en 1926 et présenté au public pour la première fois le 13 mars 1927 à Cali, en Colombie. Il s'agit du premier film colombien à intégrer une scène composée d'images animées. Il est également considéré comme le premier film anti-impérialiste du cinéma mondial.

## Fiche technique
- Titre original : Garras de oro[1] (en français, littéralement « Griffes d'or »)
- Réalisation : P. P. Jambrina[1]
- Musique : Marco A. Ruiz (pour la version restaurée)[1]
- Société de production : Cali Films[1]
- Pays d'origine :  Colombie
- Format : Noir et blanc - Muet - 35 mm[1]
- Durée : Long métrage (durée originelle inconnue, 56 minutes après restauration)[1]
- Genre : Fiction[1]
- Dates de sortie : 
  -  Colombie : le 13 mars 1927 au théâtre Moderno de Cali[2]

## Production

### Projet
La Colombie connait dans les années 1920 une période faste grâce à la hausse des prix des produits qu'elle exporte et aux 25 000 000 dollars payés à titre compensatoire par les États-Unis pour la séparation de Panama. Pendant cette même période, le cinéma colombien vit ses meilleurs jours bien qu'il ne devienne pas une véritable industrie. En effet, de nombreuses entreprises de production naissent dans différentes villes du pays, leur production étant notamment dédiée à l'adaptation de classiques de la littérature colombienne tels que les films María (1922), Aura o las violetas (1924) et Madre (1924). Parmi ces entreprises, Cali Films est fondée en 1928 par un groupe d'hommes d'affaires et des professionnels. Cette société ne produit apparemment que Garras de oro et ce, afin de défendre l'honneur de la Colombie sur les événements qui ont abouti à l'indépendance du Panama en 1903 via l'intervention des États-Unis.

### Réalisation
Garras de oro est réalisé en 1926 par P.P. Jambrina, qui serait un pseudonyme pour Alfonso Martínez Velasco qui a été maire de Cali en 1930,.
La première animation du cinéma colombien, qui ne dure que quelques secondes, apparaît dans Garras de Oro. Alors que ce film est en noir et blanc, dans un des plans, un drapeau colombien est coloré à la main image par image.

## Accueil
Garras de oro est considéré par les historiens du cinéma national comme étant le premier film anti-impérialiste du cinéma mondial. La censure de ce film est considérée comme étant un véritable coup dur pour le développement du cinéma colombien dans les années 1920.

## Redécouverte du film
Alors que Garras de oro est tombé dans l'oubli, l'historien Jorge Orlando Melo trouve par hasard dans les archives nationales de Washington une correspondance consulaire datée des années 1920 dans laquelle le gouvernement américain exprime son intérêt pour empêcher la diffusion d'un film dont le nom en anglais est « The dawn of Justice » et en espagnol « Garras de oro ». Trois ans après cette découverte, le réalisateur Rodrigo Vidal est contacté durant plusieurs mois par un inconnu qui lui indique qu'une copie de ce film est dissimulée dans le théâtre Jorge Isaacs, bâti sur l'ancien théâtre Moderno incendié le 20 juillet 1928. Après avoir constaté qu'il avait entre ses mains un véritable trésor qui risquait d'être détruit par la détérioration qui était sienne, Vidal décide de porter la copie à la cinémathèque du district de Bogota (en espagnol : Cinemateca Distrital de Bogotá) en 1986.

## Conservation
Fondée en 1986, la Fundación Patrimonio Fílmico Colombiano entreprend de conserver et de restaurer les premiers enregistrements de films colombiens en nitrate de cellulose, un matériau auto-inflammable très instable, et quelques films des débuts du cinéma national. En 1996, grâce aux apports d'organismes tels que la Banque de la République de Colombie, le musée d'art moderne de New York et l'Institut Goethe de Mexico, le film Garras de oro est finalement restauré, à une valeur estimée de 85 % de son contenu originel. Cet effort de restauration permet à ce long métrage d'être à nouveau accessible au public. En 2014, à l'occasion de l'ouverture du festival international du film  de Cali, un long-métrage sous forme de documentaire est dévoilé. Intitulé Garras de oro: la herida abierta de un continente (en français : « Griffes d'or : la blessure ouverte d'un continent »), il est réalisé par Ramiro Arbeláez et Óscar Campodes, réalisateurs et enseignants de l'université de Valle. 

Extraits du film
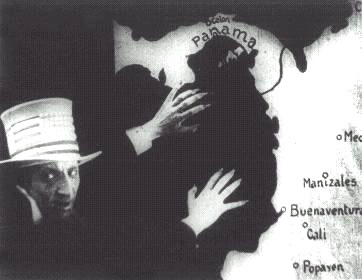
Oncle Sam s'emparant du Panama.
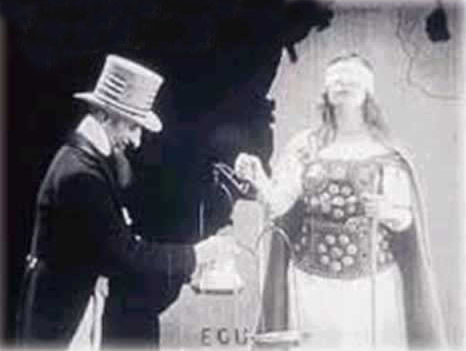
Oncle Sam manipulant la balance de la justice.